# Patricio Carvajal

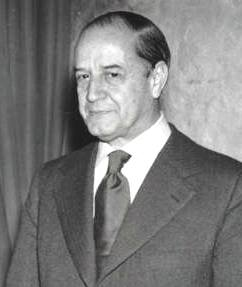
Patricio Carvajal Prado

Patricio Carvajal Prado (* 13. September 1916 in Santiago de Chile; † 14. Juli 1994 durch Suizid) war ein chilenischer Vizeadmiral und Politiker, der unter anderem Chef des Generalstabes der Streitkräfte Chiles war und während der Militärdiktatur unter General Augusto Pinochet zwischen 1973 und 1974 Verteidigungsminister, von 1974 bis 1978 Außenminister sowie zwischen 1982 und 1990 erneut Verteidigungsminister war. Er gehörte zu den Hauptinitiatoren des Militärputsches vom 11. September 1973.

## Leben

### Militärische Laufbahn und Chef des Generalstabes der Streitkräfte
Carvajal trat 1935 als Seekadett in die Marine (Armada de Chile) und gehörte zeitweilig zu den Lehrgangskameraden von José Toribio Merino. Er wurde nach seiner Ausbildung 1941 zum Leutnant zur See befördert. In der Folgezeit fand er verschiedene Verwendungen in der Marine und wurde 1950 zum Korvettenkapitän sowie 1955 zum Fregattenkapitän befördert. Der Fachmann für Artillerie absolvierte 1958 einen Lehrgang in der Taktik der U-Jagd in den USA und übernahm nach seiner Rückkehr nach Chile das Kommando über das Schulschiff Esmeralda, mit der er 1960 eine Reise zur Ausbildung von Seekadetten und Matrosen unternahm. 
Nachdem er 1966 Marineattaché an der Botschaft in Großbritannien war, wurde er nach seiner Rückkehr 1967 Chef des Generalstabes der Marine (Jefe de Estado Mayor de la Armada). Bei einem Lehrgang des Oberkommandos lernte er 1968 die Obristen Augusto Pinochet vom Heer sowie Gustavo Leigh von der Luftwaffe kennen. 
1973 wurde Carvajal, der 1970 zum Vizeadmiral befördert wurde, Chef des Vereinigten Generalstabes der Streitkräfte (Jefe del Estado Mayor Conjunto de las Fuerzas Armadas).

### Marinekrise und erste Putschtendenzen
Im Juli und August 1973 kam es zu einer Krise in der Marine, nachdem 60 Unteroffiziere und Matrosen verhaftet wurden. Danach wurden mehrere Offiziere wegen subversiver Aktivitäten, Festnahmen und Folterungen in der Marine entlassen.
Danach hatten Ende August 1973 einige Vizeadmirale darum gebeten, den Oberbefehlshaber der Marine Admiral Raúl Montero Cornejo zu entlassen. Am 8. September 1973 kam es zu einem Treffen der Admiralität mit Orlando Letelier, Verteidigungsminister (Ministro de Defensa) in der Regierung von Staatspräsident Salvador Allende, um diese Angelegenheit zu besprechen. Bei diesem Treffen verteidigten nur drei Admirale die Arbeit ihres bisherigen Oberbefehlshaber: Konteradmiral Daniel Arellano Mac Leod von der Generaldirektion für Dienstleistungen und zu dieser Zeit Finanzminister (Ministro de Hacienda) im Kabinett Allende, Konteradmiral Hugo Poblete Mery von der Direktion für Versorgung, sowie Konteradmiral Hugo Cabezas, Chef des Generalstabes der Marine und damit Stellvertreter Monteros. Poblete wurde nach dem Putsch verhaftet. Der Aufstand der Admirale gegen ihren Oberbefehlshaber bei dem Treffen im Verteidigungsministerium bildete damit eine Vorstufe des Militärputsches. Zu dieser wurde die Regierung Allende informiert und es wurde erwartet, dass die Qualifizierungsbehörde (Junta Calificadora) Vizeadmiral José Toribio Merino, zu der Zeit Befehlshaber der Ersten Marinezone (Primera Zona Naval) in Valparaíso und nach dem Militärputsch selbst Oberbefehlshaber der Marine, und Vizeadmiral Patricio Carvajal Prado den Eintritt in den Ruhestand nahelegen würde, die zu der Zeit bereits die gesetzlichen Voraussetzungen einer 40-jährigen aktiven Dienstzeit erfüllten.

### Militärputsch vom 11. September 1973 und die Rolle Carvajals

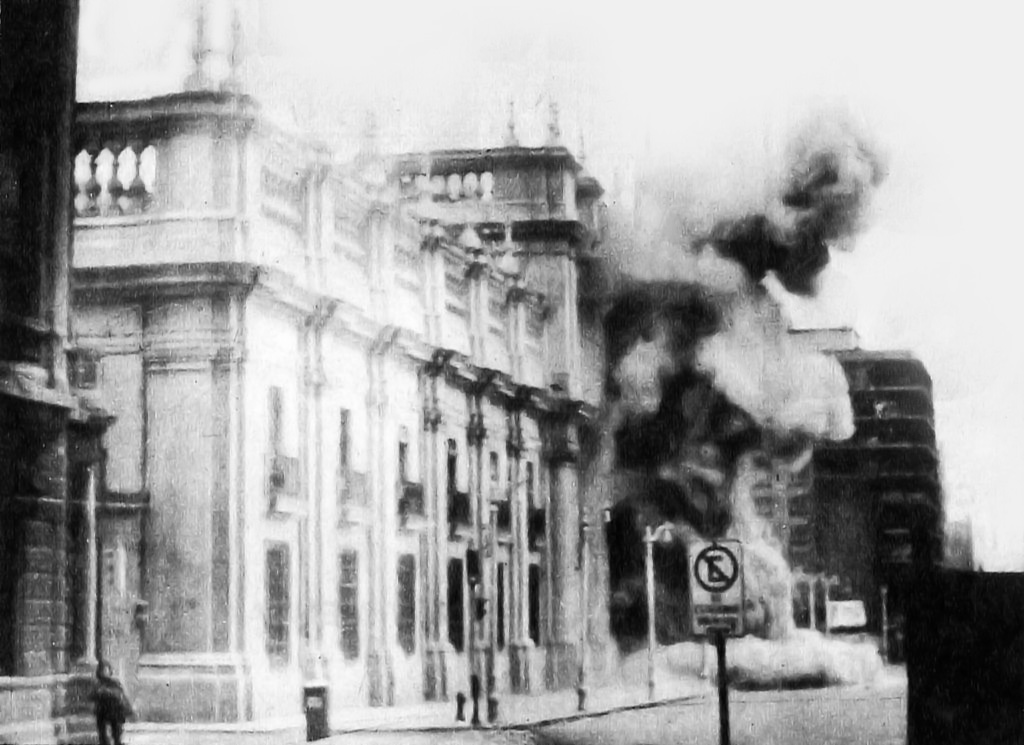
Der während des Militärputsches am 11. September 1973 durch Bombardierungen der Luftwaffe zerstörte Präsidentenpalast La Moneda, in dem Präsident Salvador Allende ums Leben kam

Die Marine gehörte zu den Hauptinitiatoren beim Militärputsch vom 11. September 1973 und Carvajal war dabei einer der treibenden Kräfte. Letelier schrieb über Carvajals Rolle: „Carvajal war als Chef des Vereinigten Generalstabes der Verbindungsmann zur gesamten Gruppe reaktionärer Offiziere“ (‚Carvajal, como jefe de Estado Mayor Conjunto, era el hombre de enlace de todo el grupo de los oficiales reaccionarios‘). Als Generalstabschef koordinierte er die militärischen Aktivitäten der drei Teilstreitkräfte während des Putsches. 
Kurz vor 7 Uhr morgens am 11. September 1973 plante Präsident Allende Verteidigungsminister Letelier in seinen Amtssitz La Moneda einzuladen. Zuvor hatte Letelier versucht, Kontakt zu den Oberbefehlshaber der Teilstreitkräfte aufzunehmen: Admiral Raúl Montero (Marine), General Augusto Pinochet (Heer) und General Gustavo Leigh (Luftwaffe). Zu der Zeit erschien Leteliers Adjutant mit Carvajal in dessen Büro. Carvajal unterbrach daraufhin Leteliers Telefongespräch, woraufhin Letelier ihm entgegnete, dass er Erkenntnisse hätte, dass es in Santiago de Chile zu Truppenkonzentrationen gekommen sei, was Carvajal als Fehlinformation des Ministers abwies. Letelier bestand darauf, dass es sich um keine Fehlinformationen handeln würde. Um 6 Uhr morgens erschien Carvajal mit Luftwaffengeneral Díaz Estrada und Heeresgeneral Sergio Ñuño erneut in Leteliers Büro, um ihn über Kampfhandlungen in der Hauptstadt zu informieren. Eine halbe Stunde später versuchte Präsident Allende selbst Kontakt zu der Militärführung aufzunehmen, allerdings erhielt er nur wenige Antworten zu aktuellen Lage von Brigadegeneral Hermán Brady Roche, Befehlshaber der 2. Heeresdivision und Kommandant der Garnison Santiago de Chile.
Carvajal begab sich um 9 Uhr 30 des 11. September schließlich zum Präsidentenpalast La Moneda und teilte Präsident Allende mit, dass er „störe“ (‚lo molesta‘) und forderte ihn auf, zurückzutreten und sich zu ergeben. Er garantierte dem Präsidenten zugleich körperliche Unversehrtheit und ein Flugzeug, das den Präsidenten und dessen Familie ins Ausland bringen würde. Als General Javier Palacios den leblosen Körper von Präsidenten in dessen Amtssitz fand, gab dieser die Information an General Ñuño weiter, der wiederum Carvajal in Kenntnis setzte. Der informierte den Oberbefehlshaber des Heeres, General Pinochet, in englischer Sprache mit den Worten, dass „die Soldaten der Infanterieschule gesagt hätten, dass Allende Suizid begangen hätte und jetzt tot sei“ (‚They (los militares de la Escuela de Infantería) said that Allende comitted suicide and is dead now‘).

### Verteidigungsminister und Außenminister
Einen Tag nach dem Putsch wurde Carvajal am 12. September 1973 von der regierenden Militärjunta unter General Pinochet zum Verteidigungsminister (Ministro de Defensa) ernannt und damit zum Nachfolger Leteliers. Dieses Amt bekleidete er bis zu seiner Ablösung durch Generalmajor Óscar Bonilla Bradanovic am 11. Juli 1974.
Er selbst löste am 11. Juli 1974 Vizeadmiral Ismael Huerta Díaz als Außenminister (Ministro de Relaciones Exteriores) und verblieb in diesem Ministeramt bis zu seiner Ablösung durch Hernán Cubillos Sallato am 14. April 1978. In dieser Funktion nahm er an einer Konferenz der Organisation Amerikanischer Staaten (OAS) in Grenada teil und wies dort vom US-Außenminister Cyrus Vance erhobene Vorwürfe von Menschenrechtsverletzungen in Chile zurück. An dieser Konferenz nahmen auch der Botschafter bei den Vereinten Nationen, Sergio Diez, die Botschafterin bei der OAS María Eugenia Oyarzún sowie Justizminister (Ministro de Justicia), Miguel Schweitzer, teil. In seine Amtszeit fielen auch die direkten Verhandlungen zwischen Chile und Argentinien 1977/78 zur Beilegung des Beagle-Konfliktes, einem von 1904 bis letztendlich 1984 andauernden Streit zwischen Argentinien und Chile um Gebietsansprüche im Beagle-Kanal.
Nach Beendigung seiner Tätigkeit als Außenminister wurde er 1978 Botschafter in der Schweiz und verblieb dort bis zum 15. Dezember 1982.
Anschließend übernahm Carvajal als Nachfolger von Washington Carrasco Fernández erneut das Amt des Verteidigungsministers und bekleidete das Ministeramt nunmehr bis zum Ende der Militärdiktatur am 11. März 1990. Nachfolger wurde daraufhin Patricio Rojas Saavedra, der das Amt im Kabinett von Patricio Aylwin übernahm, dem ersten demokratisch gewählten Präsidenten nach dem Ende der Pinochet-Diktatur.
Wenige Monate später verübte er Selbstmord. Er war verheiratet und Vater von vier Kindern.